# 南光院
南光院（なんこういん）は、愛媛県新居浜市別子山にある高野山真言宗の寺院である。1901年（明治34年）別子山保土野にあった圓通寺がこの境内に移転された。

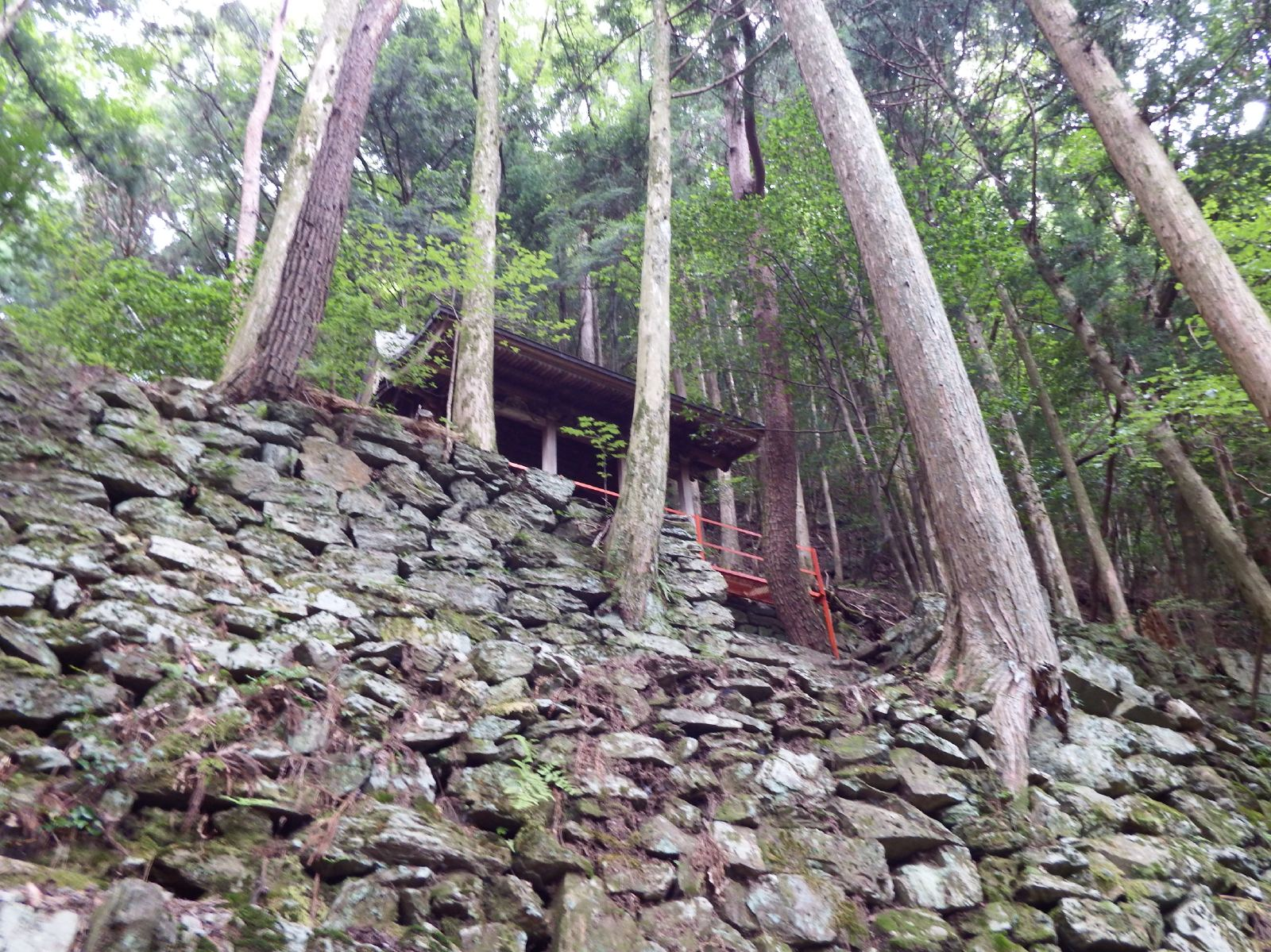
南光院本殿は険しい斜面にある

## 歴史
- 南光院の歴史：1694年（元禄7年）、土居上野を巡錫していた南光院快盛法印が、住友家の要請により別子銅山に迎えられ、鉱夫の精神教化や村人の救済に努めたのが始まりである。快盛は1706年（宝永3年）62歳で亡くなったが、民衆に慕われていた快盛は、寛政年間（1789年-1801年）に別子銅山の守護神・南光八幡大菩薩として社殿を建立され祀られた。1874年（明治7年）、神仏分離と共に圓通寺の鎮守となった。なお、1899年（明治32年）の別子大水害のとき、裏山は崩れたものの拝殿に被害はなかった。
- 圓通寺の歴史：鎌倉時代に近藤季俊が土佐国大北川に開創したのが始まりで、慶長年間（1596年 - 1615年）に本村大野山の久保に移転した。1678年（延宝6年）保土野に勧請し、1705年（宝永2年）再建されたが、1901年（明治34年）老朽化もあって学校の建設のために寺地を提供し、現在地に移された。現在の新居浜市立別子小中学校の運動場の半分位の大きさの境内だったが、廃された後には圓通寺跡の石碑が残るのみである。なお、旧別子の小足谷の出張所は、1916年（大正5年）銅山が東平へ移転された3年後に火災に遭い機能が失われたため、当地に移された。

## 伽藍
- 南光院拝殿・護摩堂：明治12年再建。
- 圓通寺本堂：年に1度、住友関係者が供養のため来訪した時だけ開帳し、法会をおこなう。
- 元圓通寺本寺の建物：保土野から移設。
- 南光院本殿：境内背後の斜面をジグザグに約10分上がったところにある。住友トク建立。
- サルスベリ：樹齢約300年、樹高約13ｍ、幹周り0.8m。
- 白尾神社：南光院快盛が蛇淵の大蛇を退治し、そのとき大蛇は三つに分かれ、頭は現在の別子ダム湖に、胴体は三ガ森に、尾は当地に祀られたとの伝承である。その神社の祠は、この白尾谷の上方にあるが、道が失われ行き着けない。
- 西国三十三所の石仏：境内から本殿に続く参拝道沿いに点在。大僧正良諦和尚が建立。
- 句碑歌碑：合田正良「もろもろの人の祷ぎことききまして佛か志こ久ほほえみ給う」、阿部里雪「老鶯の聞こえ頼もし老いの耳」が東側入口に並んである。

## 文化財
新居浜市指定有形文化財
- 木造阿弥陀如来立像：平安時代後期11世紀後半から12世紀作と思われる。平成15年（2003年）11月4日指定、以下同様。
- 木造大日如来坐像：像高45cm、総高100.4cm、衣部は漆箔、肉身部は金泥塗。江戸時代作と思われる。
- 木造聖観音菩薩坐像：室町時代作と思われる。

新居浜市指定有形文化財　歴史資料
- 圓通寺棟札
- 鉱石地蔵菩薩立像：像高93cm、銅鉱石製、江戸時代前期の元禄期作と伝えられている。

新居浜市指定天然記念物
- オオモミジ：推定樹齢300年、高さ18m、周り3.12m、根元周辺にコケが配され、庭園の趣がある。

## ギャラリー

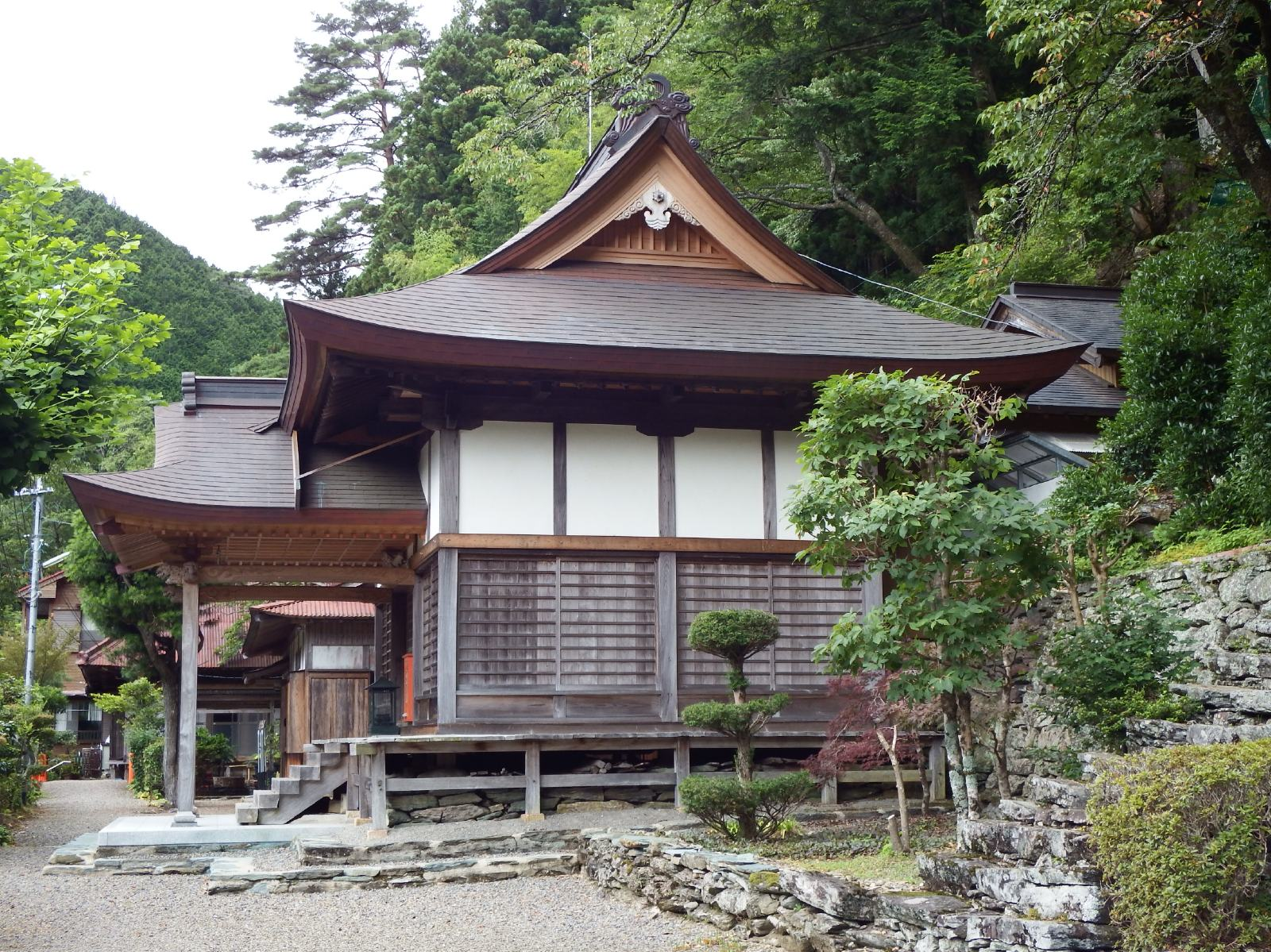
南光院拝殿
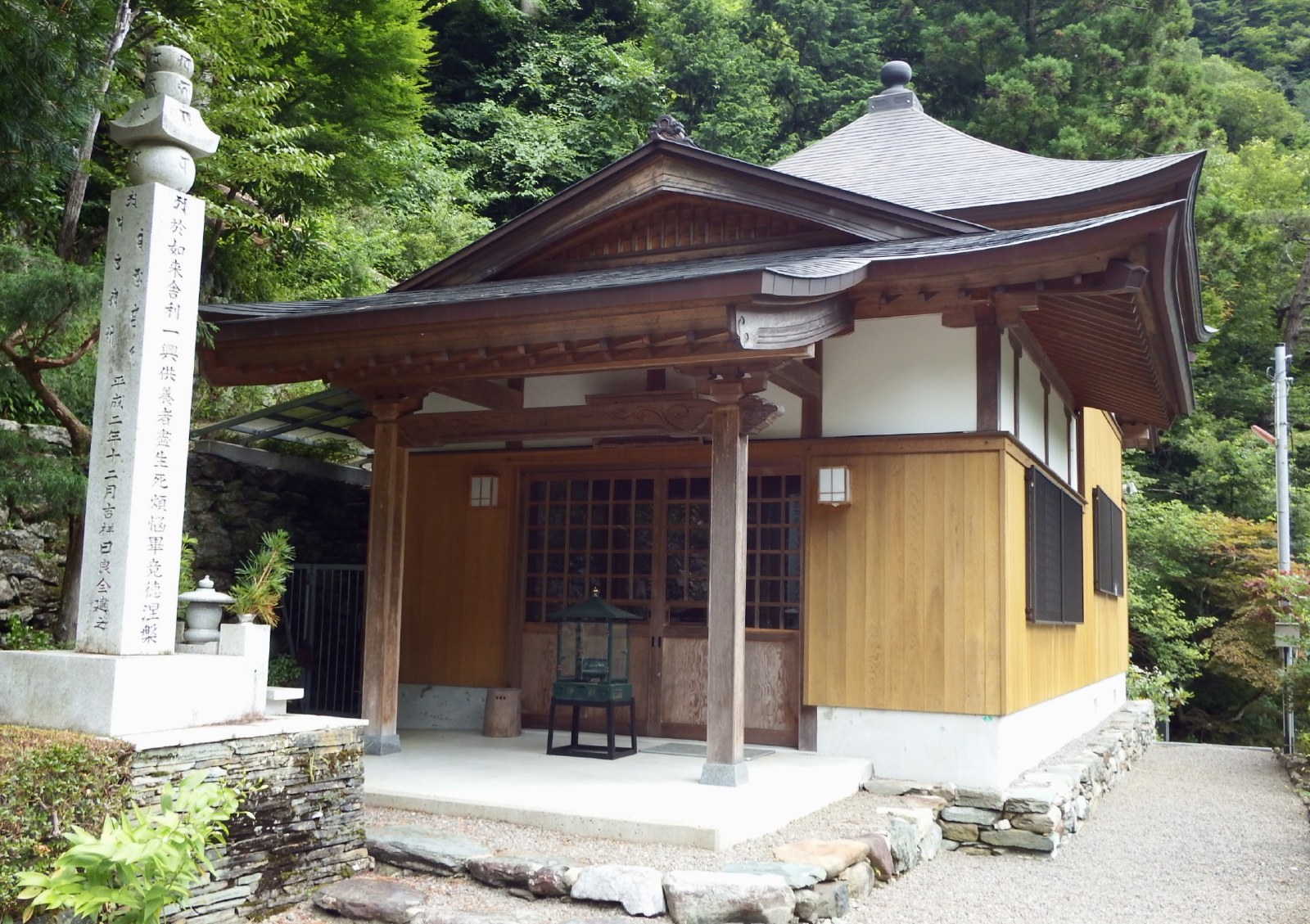
圓通寺本堂
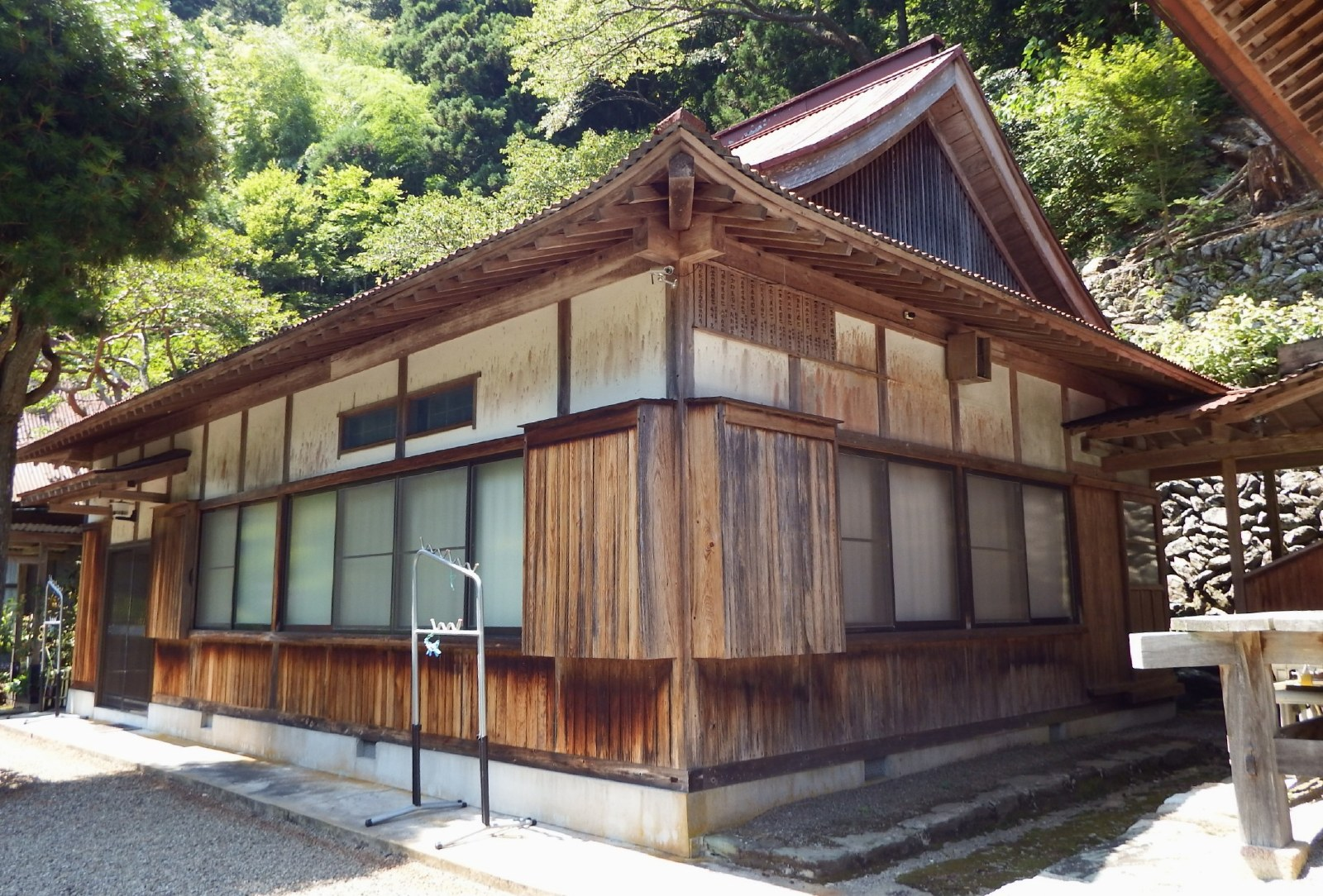
元圓通寺本寺の建物
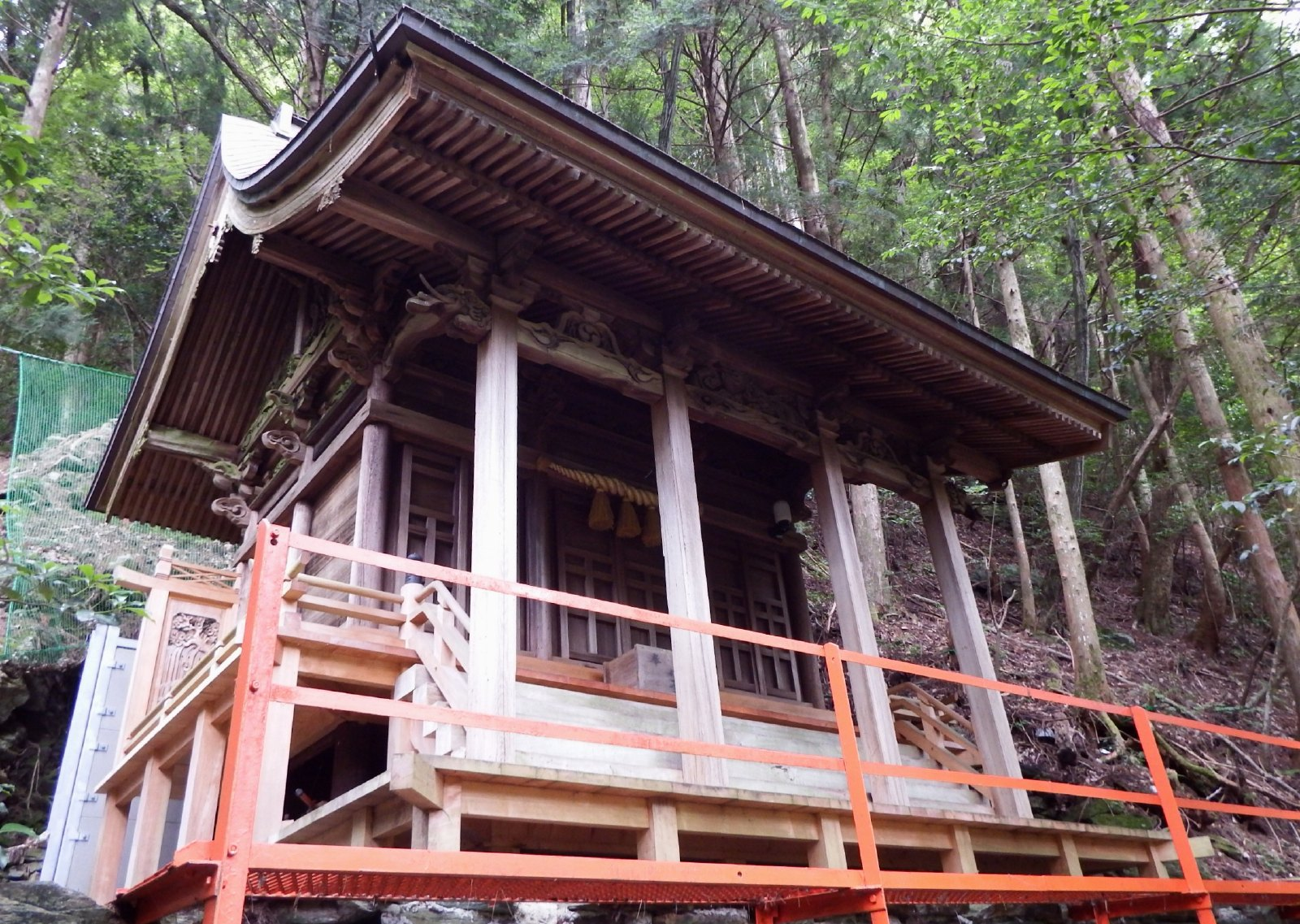
南光院本殿
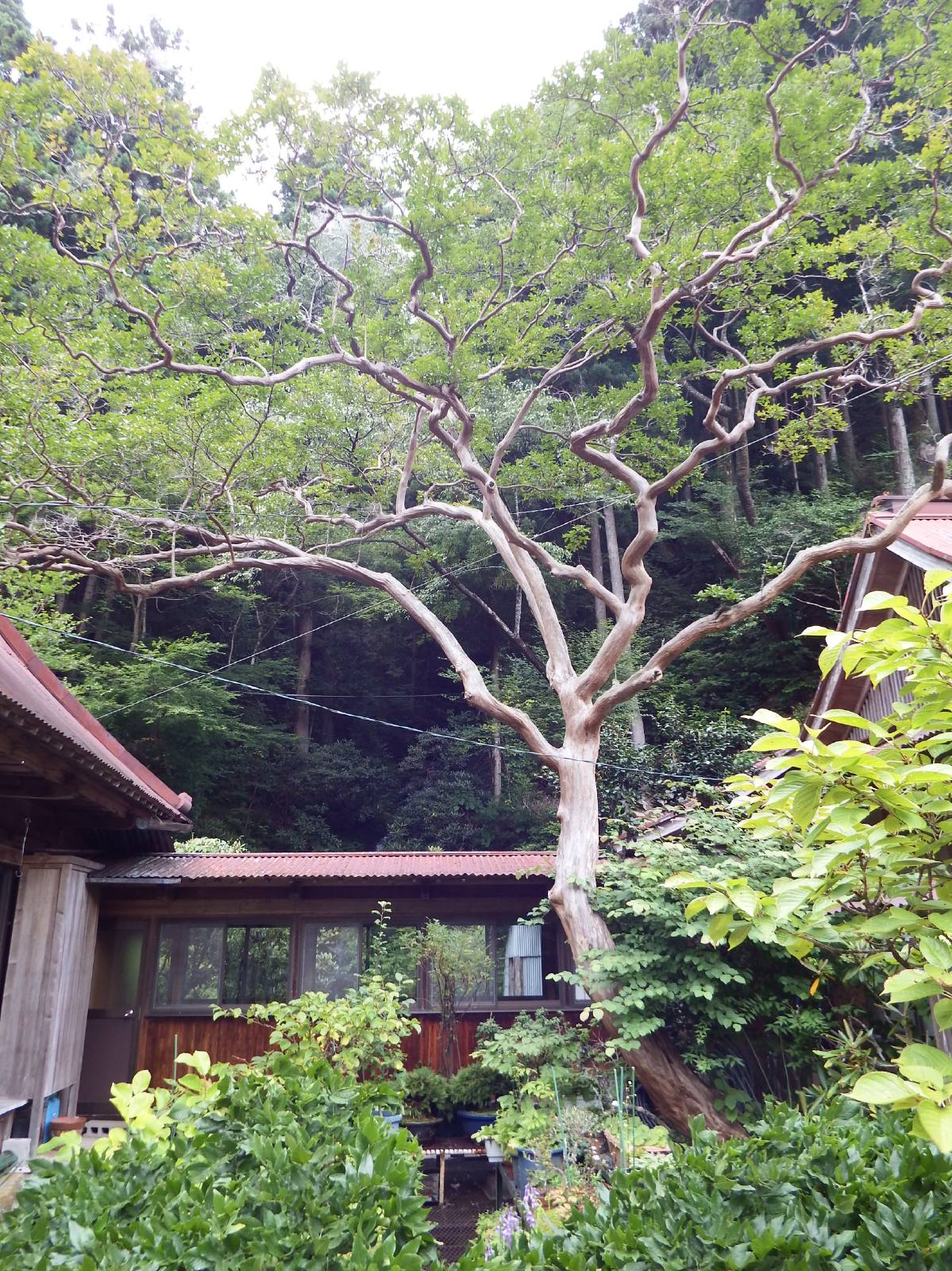
サルスベリ
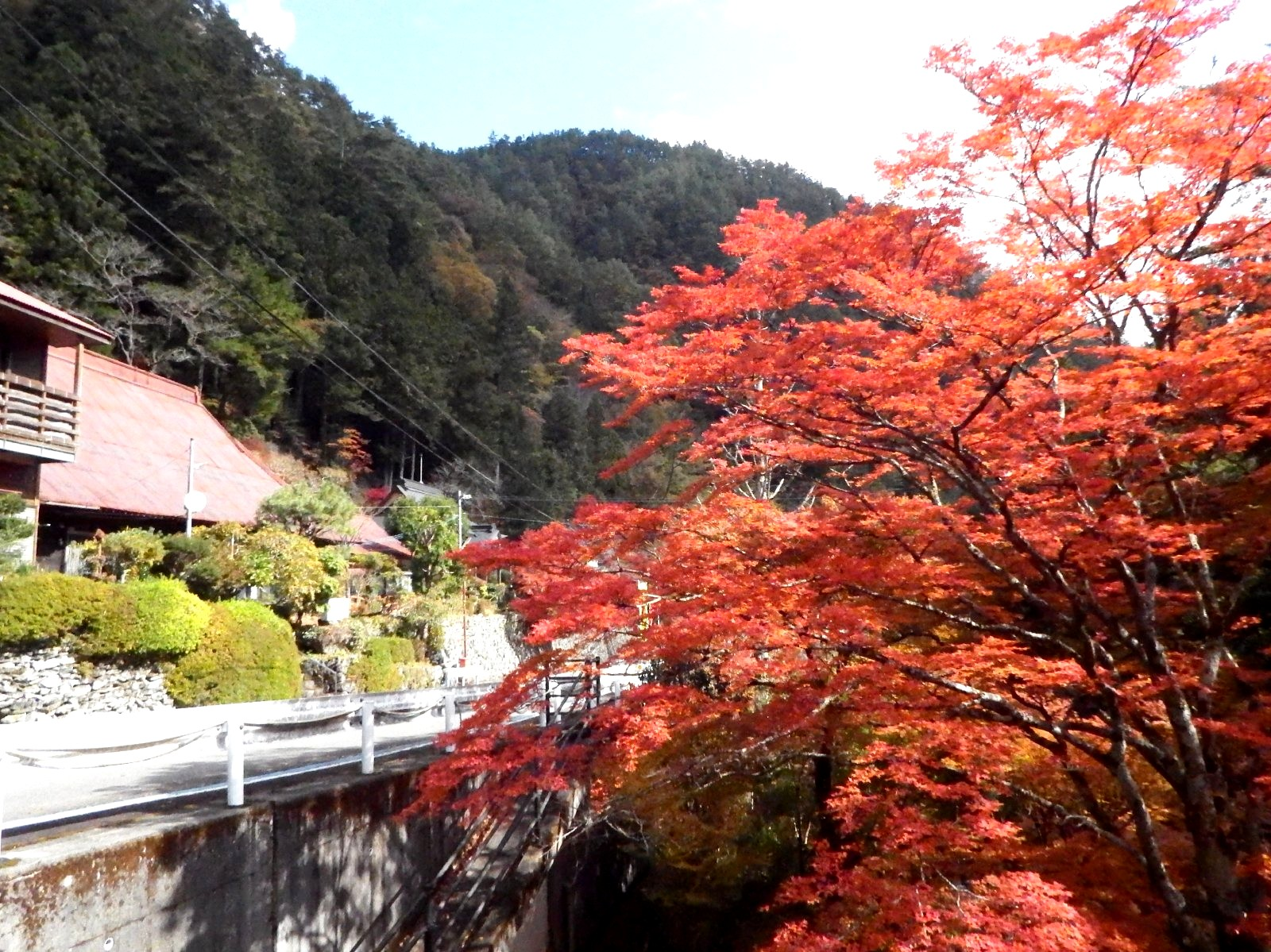
オオモミジを道路から
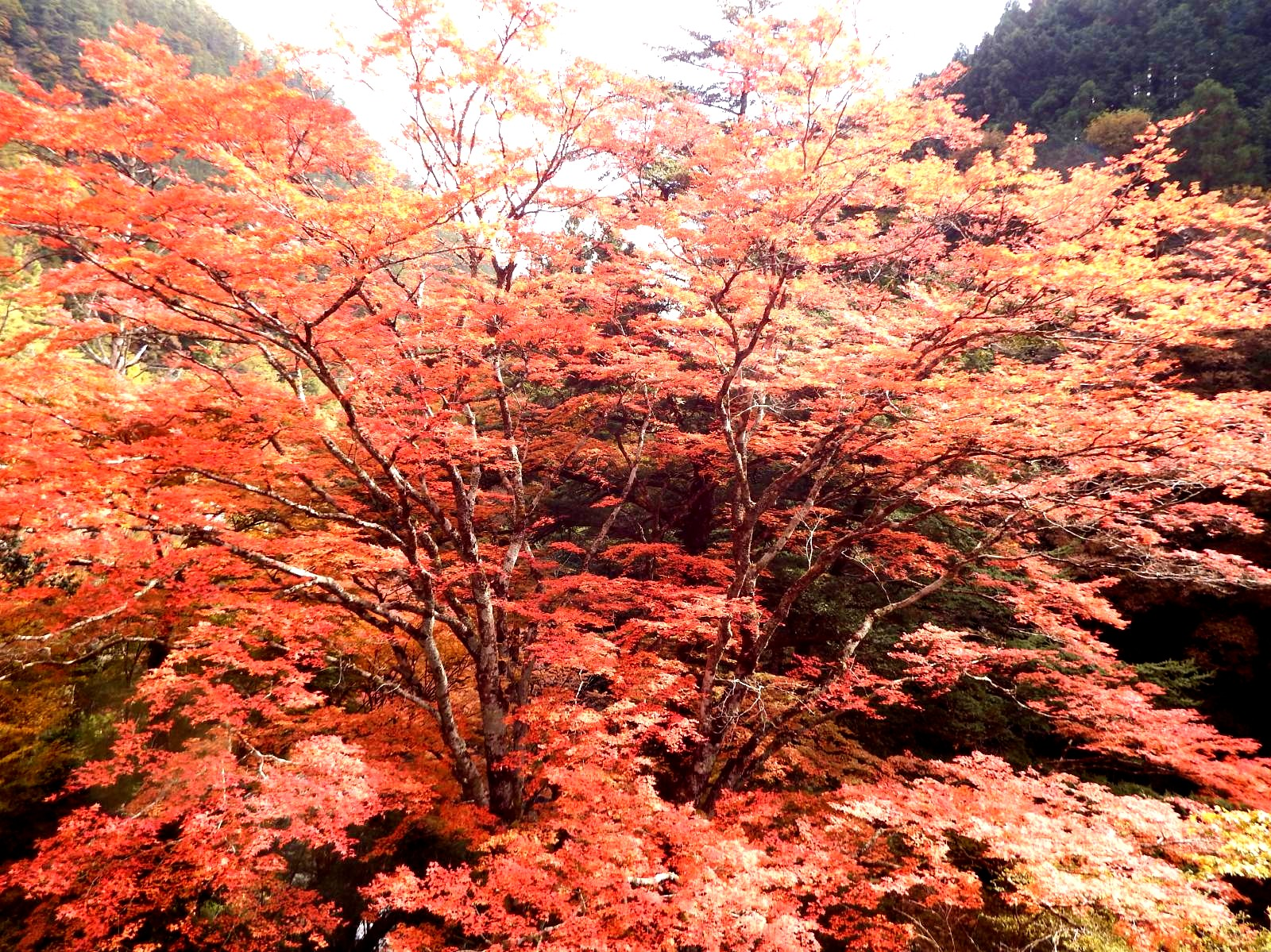
オオモミジ
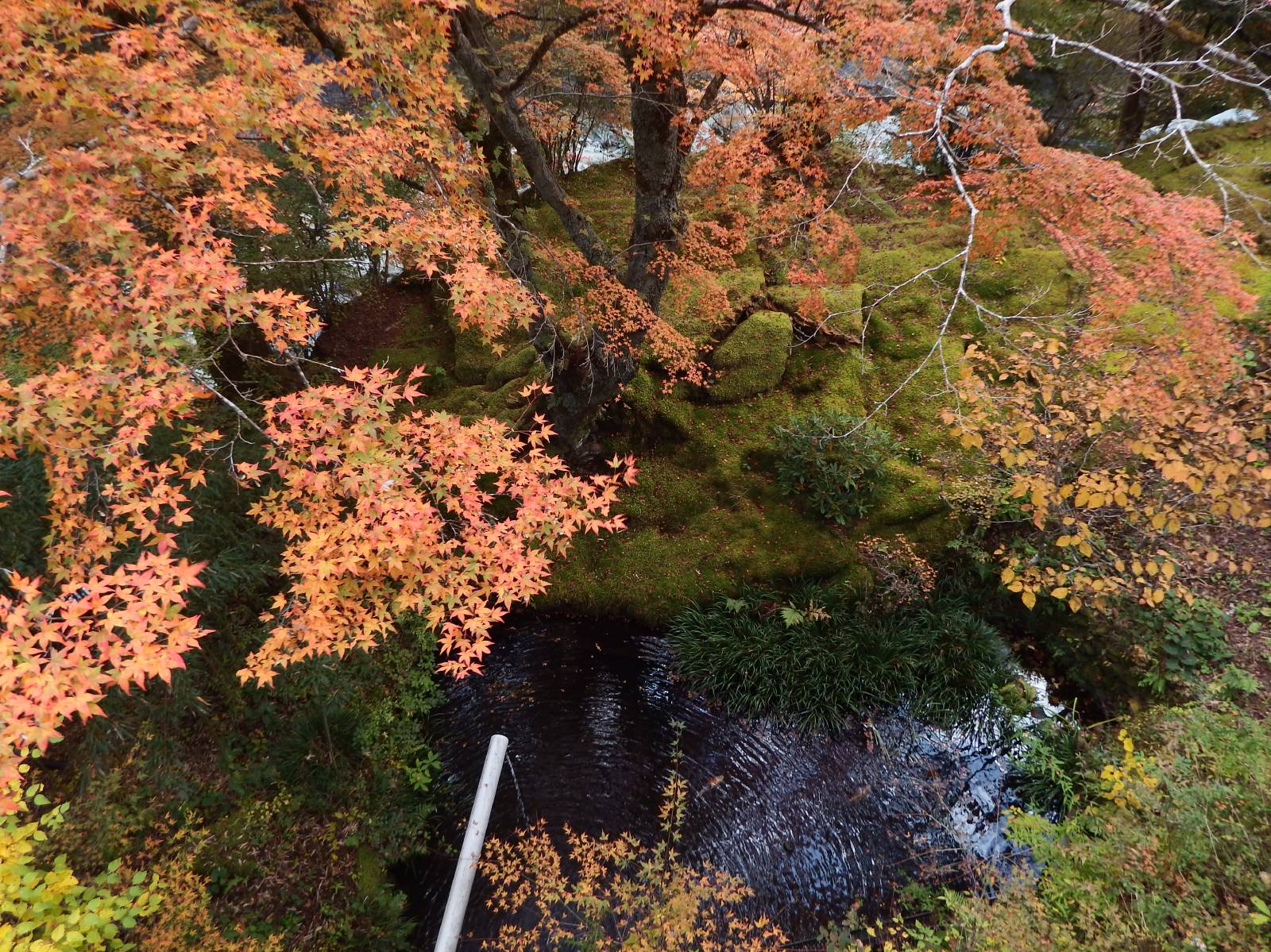
オオモミジの根元
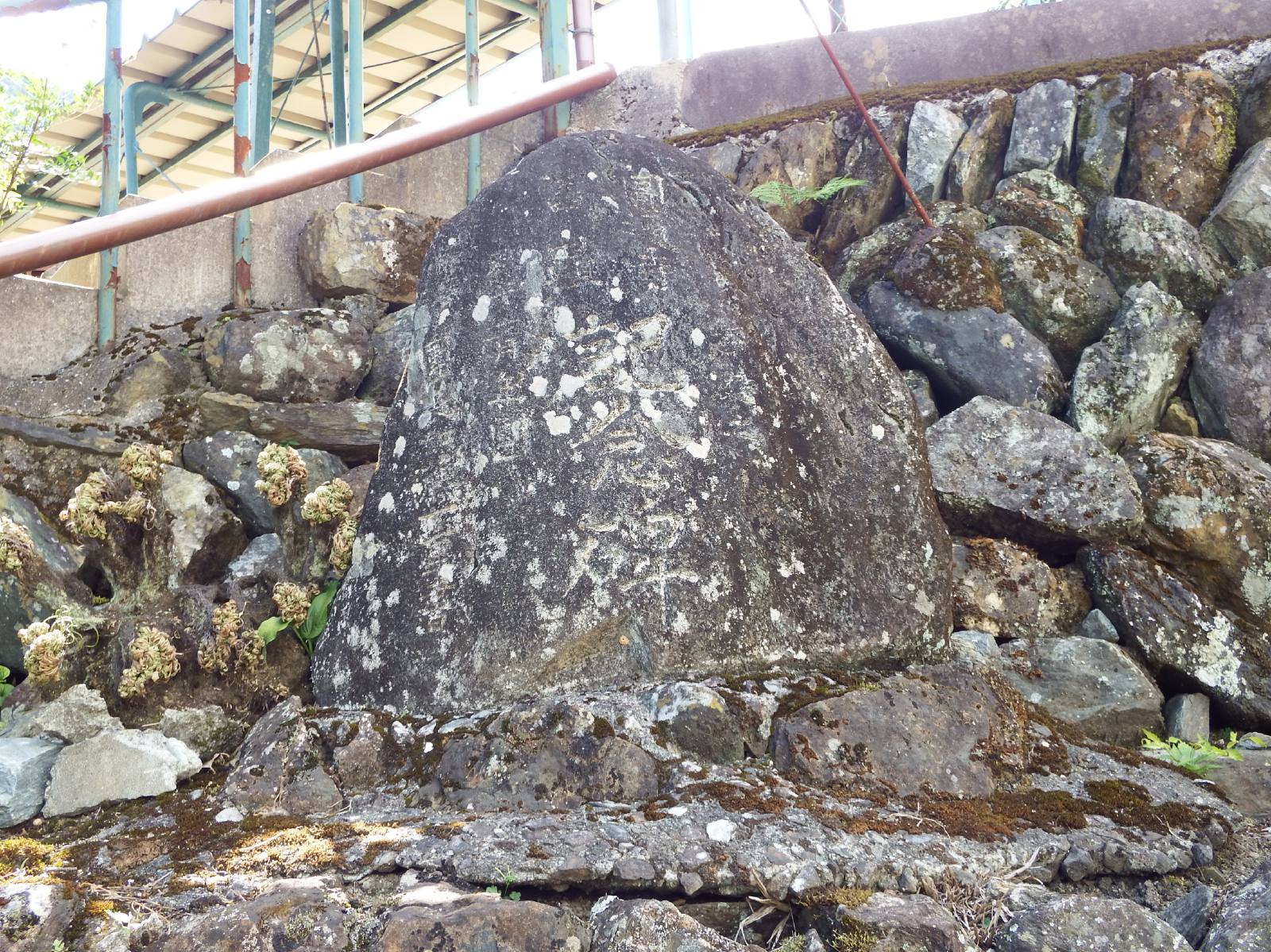
圓通寺の跡の石碑

## 交通アクセス
道路
一般道：新居浜市街から愛媛県道47号新居浜別子線 を大永山トンネルを越え旧別子山村へ入って約15分。